# Castel Nuovo
A Castel Nuovo (nevének jelentése Új Vár), ismertebb nevén Maschio Angioino (Anjou-erőd) Nápoly leghíresebb építménye, a város jelképe.

## Története
I. Anjou Károly trónrakerülése előtt (1266) a Nápolyi Királyság fővárosa Palermo volt. Ugyanakkor Nápolyban is volt egy hivatalos királyi rezidencia, a Castel Capuano. Amikor a fővárost áthelyezték Nápolyba, I. Károly elrendelte egy új királyi vár megépítését a tengerparthoz közel.
Francia építészek vezetésével az építkezés 1279-ben kezdődött és három évvel később fejeződött be. A szicíliai vecsernye miatt a vár még egy ideig lakatlan maradt. II. Károly trónrakerülésével vált a Castel Nuovo Nápoly történelmi magjának központjává. Számos történelmi esemény színhelye volt, például: V. Celesztin pápa a vár csarnokában mondott le 1294. december 13-án. Tizenegy nappal később itt választották pápává VIII. Bonifácot, aki azonnal Rómába költözött az Anjouk hatalmától való félelmében.
Anjou Róbert király uralkodása alatt a várat kibővítették és továbbdíszítették. Az olasz művészet egyik fontos központja lett. 1347-ben I. Lajos magyar király hadai kifosztották és csak I. Johanna királynő uralkodása idején állították helyre. Az újjáépített vár ellenállt I. Lajos második hadjáratának. Az elkövetkező években László király uralkodása idején számos ostromnak ellenállt. Az őt követő II. Johanna idején a vár hanyatlásnak indult.
Az V. Alfonz trónrakerülésével (1442) kezdődő Aragóniai-ház idején felújították a védelmi rendszereket, az új tüzérségi fegyverek megjelenését követően. Ekkor építették a híres diadalívet, mely a bejáratot díszíti. Ezt Francesco Laurana tervezte Alfonz nápolyi bevonulásának tiszteletére.
A vár csarnokában történt a nevezetes Bárók összeesküvése Ferdinánd király, Alfonz fia ellen (1461–64). A király meghívatta báróit egy lakomára, majd az este folyamán katonáival bezárattatta a csarnok ajtóit és letartóztatta a vendégeket, kiket később kivégeztetett. 2006-ig a Bárók Csarnoka volt a nápolyi megyei tanács gyűlésterme.
Nápoly 1494-es feldúlása után VIII. Károly francia király hadai által, a királyság spanyol kézbe került, és a vár elveszítette jelentőségét mint királyi rezidencia. A spanyol királyok ideiglenes lakhelye volt nápolyi látogatásaik során. Utoljára III. Károly használta, miután 1734-ben nápolyi királlyá koronázták.
1799-ben a Parthenopéi Köztársaság idején a direktórium székelt a várban, majd a Bourbon-restauráció után ide börtönözték be a lázadókat. Az utolsó módosításokat 1823-ban végezték el a váron. 1860 után városi hivatalok működtek benne, majd az 1990-es évektől kezdődően várostörténeti múzeumnak ad helyet.

## Leírása
A vár látnivalói közül kiemelkedő jelentőségű a kaput díszítő diadalív, mely a város egyik legszebb reneszánsz emléke. 1455 és 1467 között készítette a mallorcai Guillem Sagrera szobrász és építész. A kapuzatot alkotó diadalív földszinti és emeleti íve közötti márvány dombormű I. Alfonz aragóniai király bevonulását ábrázolja. A földszinti ív belsejében lévő dombormű a királyt ábrázolja udvaroncai körében. Az emeleti ív feletti fülkében a négy erény megformáló szobrok láthatók, míg a diadalív legtetején Szent Mihály arkangyal szobra díszíti.
Az udvar bal sarkában, a tenger felőli oldalon, az úgynevezett Beverello-bástya alatt van a Sala dei Baroni. A terem alaprajza hatalmas négyszög, többemeletnyi magasságú mennyezetét csillagalakzatú gótikus bordák díszítik.
A vár egyetlen megmaradt Anjou-kori része a várkápolna, amelyet a 16. században reneszánsz stílusban alakítottak át. Egyhajós belsejét Anjou-korabeli freskók díszítik. Szentélyében a cibórium a 15. század végéről való. A kápolnából 147 lépcsőfok vezet fel a Sala dei Baroniba illetve a sekrestyén keresztül megközelíthető a templom pincéje, az egykori várbörtön.

## Források

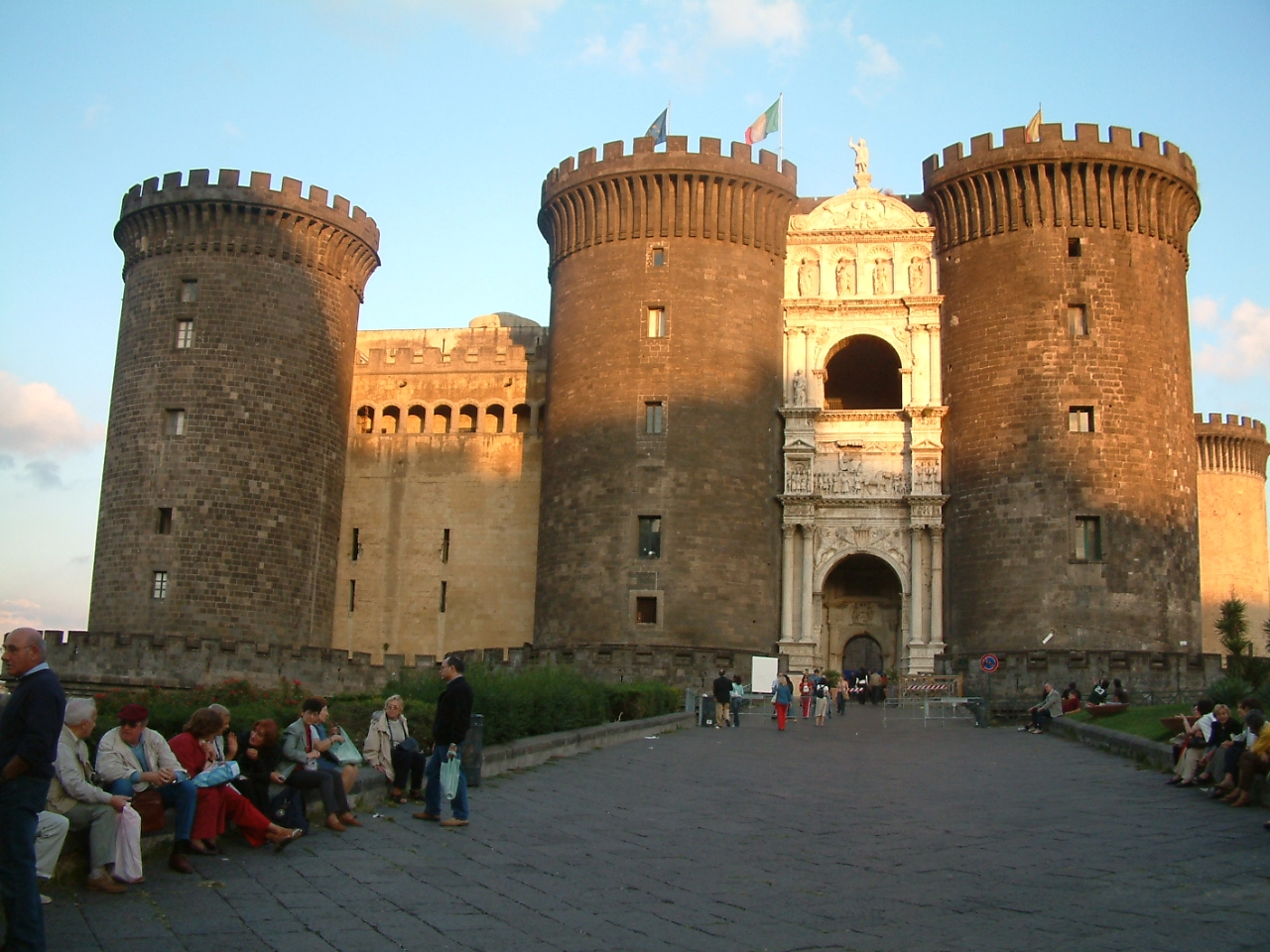
Castel Nuovo
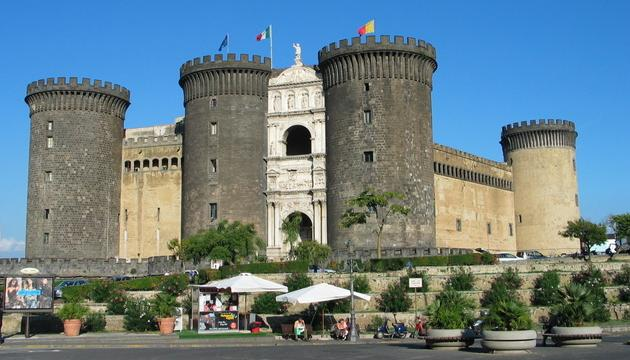
Castel Nuovo
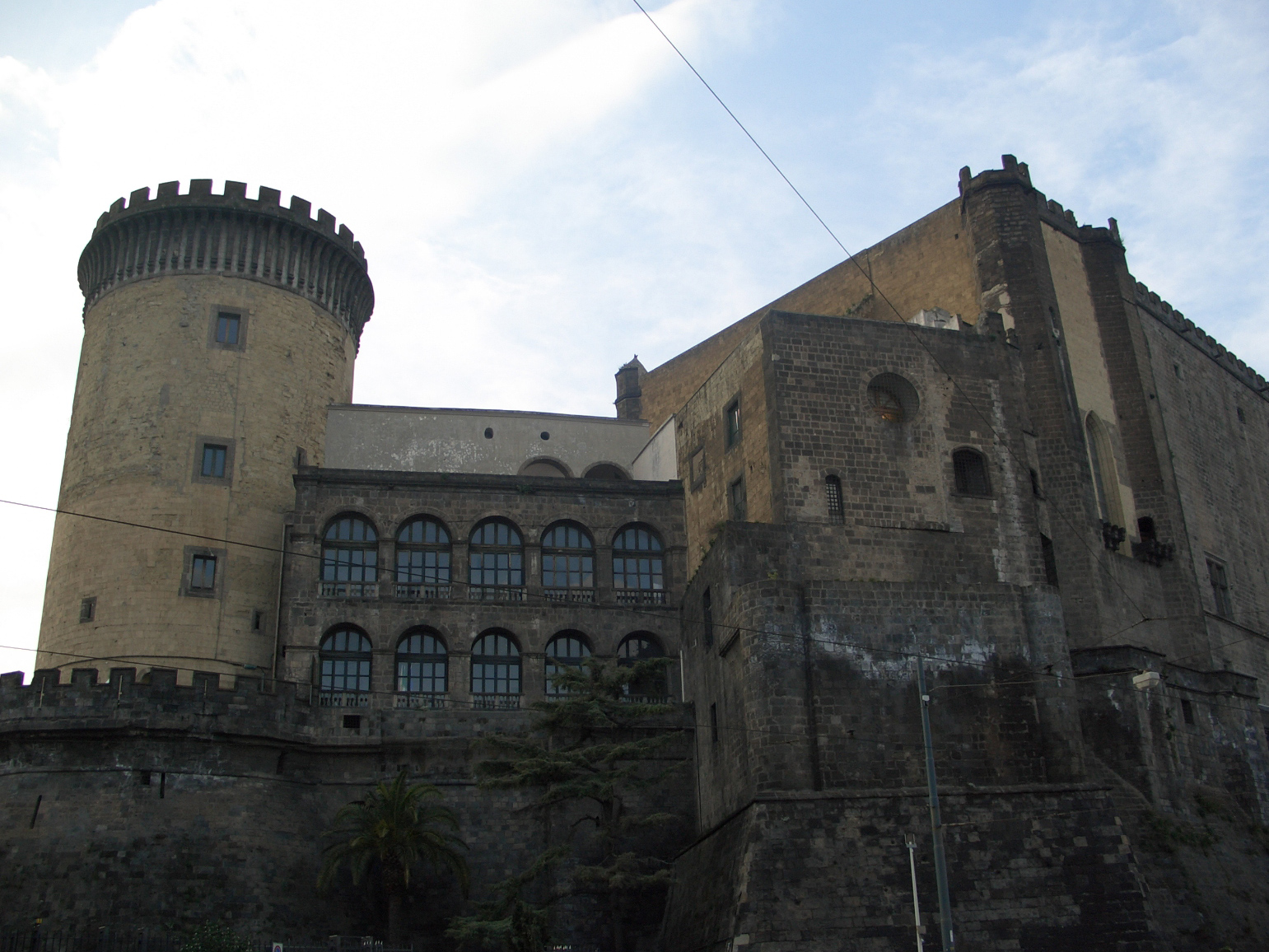
Castel Nuovo
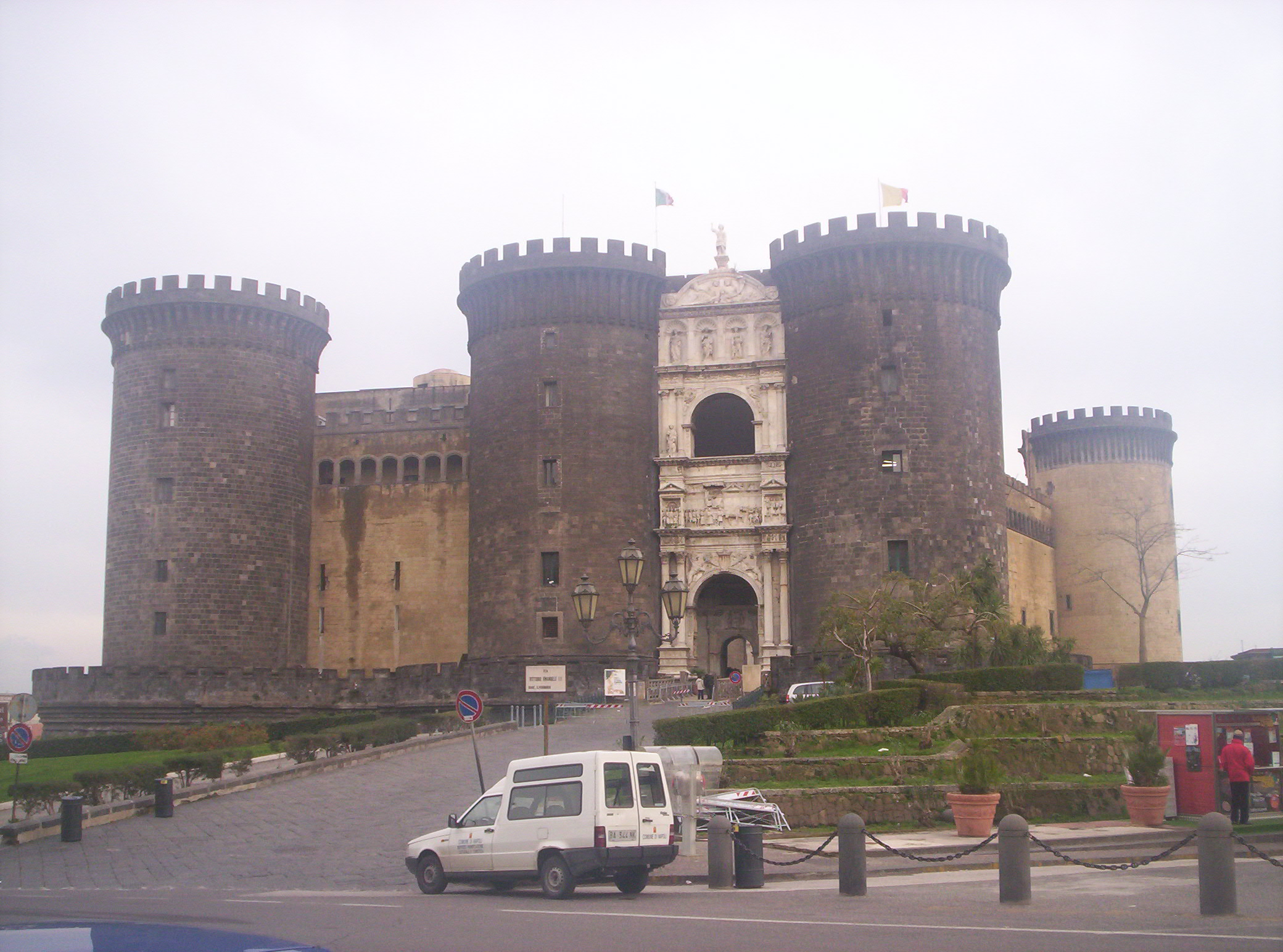
Castel Nuovo
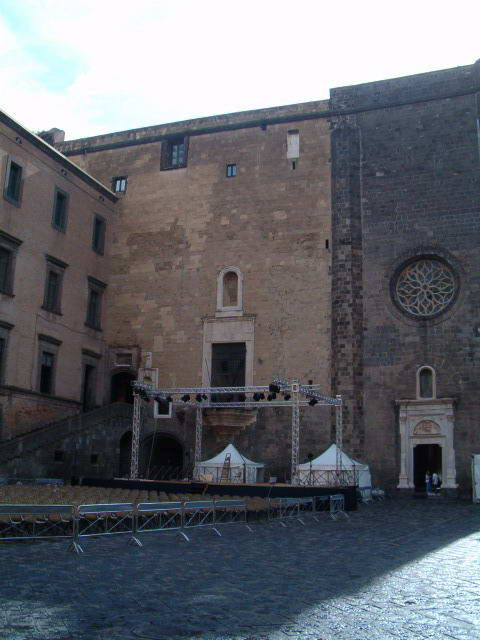
Castel Nuovo (belső udvar)
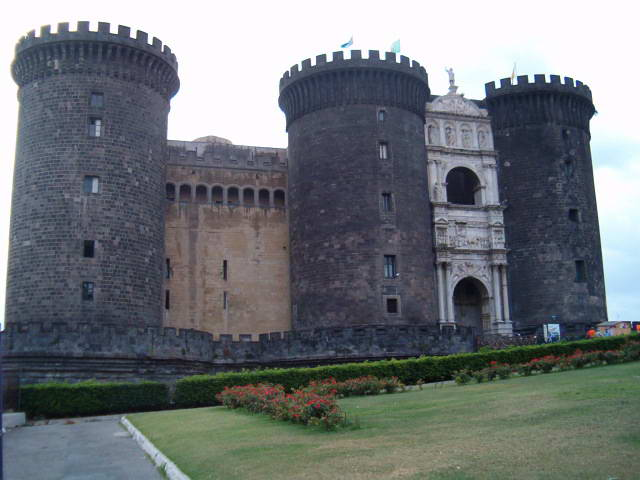
Castel Nuovo (belső udvar)
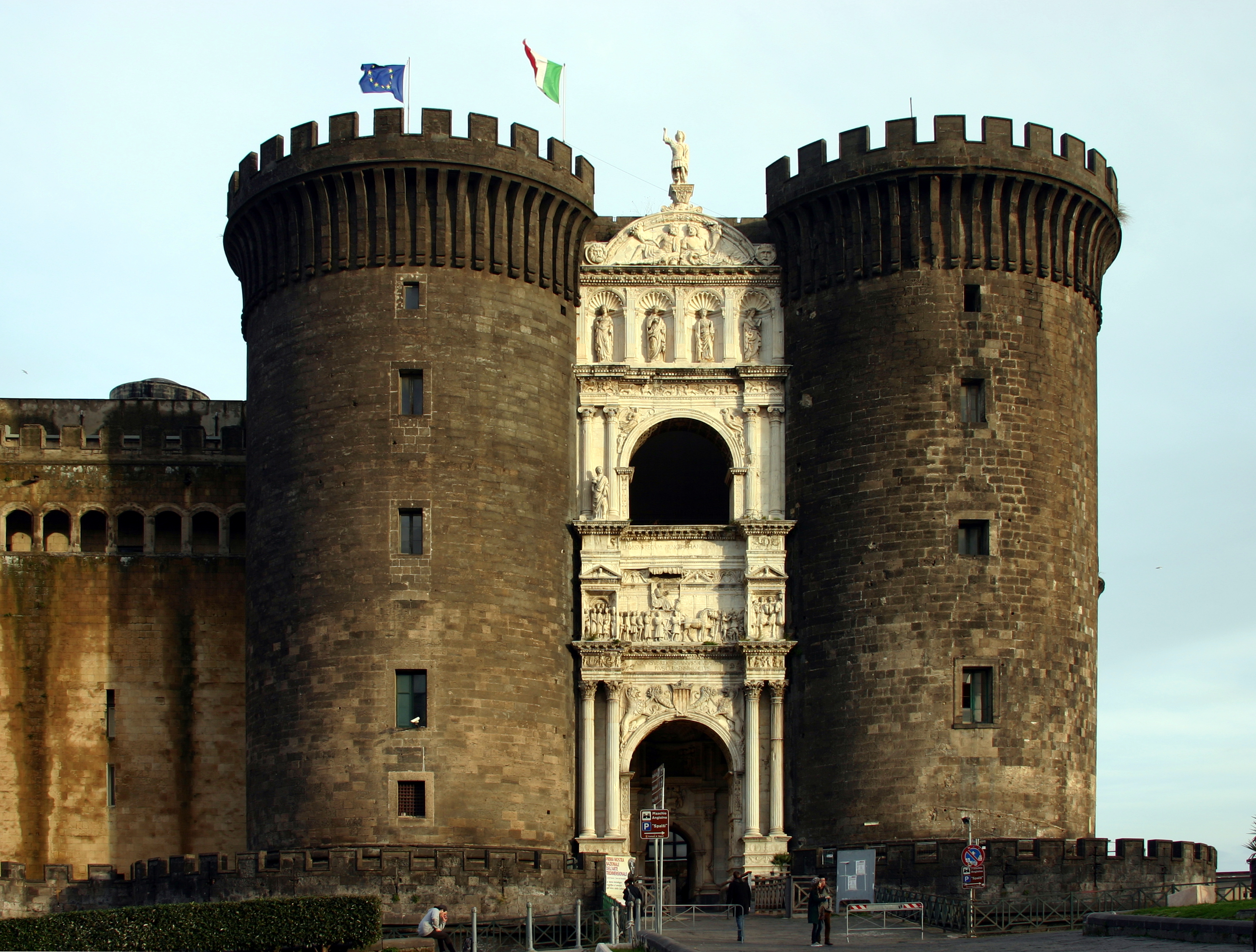
Castel Nuovo (bejárat)